# Borja Viguera
Borja Viguera Manzanares (Logroño, 26 marzo 1987) è un ex calciatore spagnolo, di ruolo attaccante.

## Caratteristiche tecniche
Si tratta di un attaccante fisico caratterizzato prevalentemente da una buona visione di gioco piuttosto che dalla finalizzazione, sebbene dall'entrata nelle file dell'Alavés abbia migliorato notevolmente le proprie percentuali realizzative. È piuttosto fragile, visti i numerosi infortuni che hanno condizionato la prima parte di carriera.

## Carriera

### Club
La Real Sociedad lo preleva dal Berceo a 16 anni, promuovendolo in pochi anni nella prima squadra, dove però fatica a trovare il gol nelle prime stagioni, anche per il poco impiego dell'attaccante. Di conseguenza viene ceduto in prestito al Gimnàstic prima e all'Albacete poi, prima che l'Alavés acquisti a titolo definitivo il suo cartellino.
Con la nuova squadra il rendimento è più prolifico (nei play-off per la promozione in Segunda División riesce a segnare 4 gol in altrettante partite). La stagione successiva lo vede ancora più costante dal punto di vista realizzativo, il che lo porta ad essere capocannoniere del torneo ad aprile. Tale situazione non passa inosservata, e infatti l'Athletic Bilbao si interessa alla punta riojana, sembrando disponibile a pagare la clausola di un milione di euro che lo lega ai babazorros. L'annata si conclude positivamente: nelle 42 partite giocate, ovvero tutte quelle a disposizione nella stagione regolare, segna 25 reti che, oltre ad aiutare l'Alavés nell'obiettivo della salvezza, gli permettono di conquistare il Pichichi di Segunda División. Inoltre viene incluso nell'undici ideale del campionato dalla redazione della LFP.
Il 13 giugno 2014 viene ufficializzato l'acquisto da parte dell'Athletic Bilbao che per il prezzo di un milione circa lo preleva dall'Alavés e lo lega a sé fino al 30 giugno 2017 con una clausola rescissoria di 30 milioni di euro.

## Statistiche

### Presenze e reti nei club
Statistiche aggiornate al 21 gennaio 2015.
| Stagione               | Squadra                | Campionato             | Campionato | Campionato | Coppe nazionali | Coppe nazionali | Coppe nazionali | Coppe continentali | Coppe continentali | Coppe continentali | Altre coppe | Altre coppe | Altre coppe | Totale | Totale |
| Stagione               | Squadra                | Comp                   | Pres       | Reti       | Comp            | Pres            | Reti            | Comp               | Pres               | Reti               | Comp        | Pres        | Reti        | Pres   | Reti   |
| ---------------------- | ---------------------- | ---------------------- | ---------- | ---------- | --------------- | --------------- | --------------- | ------------------ | ------------------ | ------------------ | ----------- | ----------- | ----------- | ------ | ------ |
| 2006-2007              | Real Sociedad B        | SDB                    | 38         | 10         | -               | -               | -               |                    | -                  | -                  |             | -           | -           | 38     | 10     |
| 2007-2008              | Real Sociedad B        | SDB                    | 31         | 9          | -               | -               | -               |                    | -                  | -                  |             | -           | -           | 31     | 9      |
| 2008-2009              | Real Sociedad B        | SDB                    | 22         | 6          | -               | -               | -               |                    | -                  | -                  |             | -           | -           | 22     | 6      |
| Totale Real Sociedad B | Totale Real Sociedad B | Totale Real Sociedad B | 91         | 25         |                 | -               | -               |                    | -                  | -                  |             | -           | -           | 91     | 25     |
| 2007-2008              | Real Sociedad          | SD                     | 3          | 0          | CR              | 0               | 0               |                    | -                  | -                  |             | -           | -           | 3      | 0      |
| 2008-2009              | Real Sociedad          | SD                     | 2          | 0          | CR              | 0               | 0               |                    | -                  | -                  |             | -           | -           | 2      | 0      |
| 2009-2010              | Real Sociedad          | SD                     | 4          | 0          | CR              | 0               | 0               |                    | -                  | -                  |             | -           | -           | 4      | 0      |
| 2010-2011              | Real Sociedad          | SD                     | 5          | 0          | CR              | 2               | 0               |                    | -                  | -                  |             | -           | -           | 7      | 0      |
| Totale Real Sociedad   | Totale Real Sociedad   | Totale Real Sociedad   | 14         | 0          |                 | 2               | 0               |                    | -                  | -                  |             | -           | -           | 16     | 0      |
| gen.-giu. 2011         | Gimnàstic              | SD                     | 5          | 2          | CR              | -               | -               |                    | -                  | -                  |             | -           | -           | 5      | 2      |
| giu.-dic. 2011         | Gimnàstic              | SD                     | 10         | 0          | CR              | 1               | 0               |                    | -                  | -                  |             | -           | -           | 11     | 0      |
| Totale Gimnàstic       | Totale Gimnàstic       | Totale Gimnàstic       | 15         | 2          |                 | 1               | 0               |                    | -                  | -                  |             | -           | -           | 16     | 2      |
| gen.-giu. 2012         | Albacete               | SDB                    | 9+1        | 1+0        | CR              | -               | -               |                    | -                  | -                  |             | -           | -           | 10     | 1      |
| 2012-2013              | Alavés                 | SDB                    | 33+4       | 13+4       | CR              | 5               | 3               |                    | -                  | -                  |             | -           | -           | 42     | 20     |
| 2013-2014              | Alavés                 | SD                     | 42         | 25         | CR              | 2               | 1               |                    | -                  | -                  |             | -           | -           | 44     | 26     |
| Totale Alavés          | Totale Alavés          | Totale Alavés          | 75+4       | 38+4       |                 | 7               | 4               |                    | -                  | -                  |             | -           | -           | 86     | 46     |
| 2014-2015              | Athletic Bilbao        | PD                     | 12         | 0          | CR              | 3               | 2               | UCL                | 3                  | 0                  |             | -           | -           | 18     | 2      |
| Totale carriera        | Totale carriera        | Totale carriera        | 216+5      | 70         |                 | 13              | 6               |                    | 3                  | 0                  |             | -           | -           | 237    | 76     |

## Palmarès

### Club

#### Competizioni nazionali
- Supercoppa di Spagna: 1

Athletic Bilbao:2015

### Individuale
- Pichichi: 1 (Segunda División)

2013-2014 (25 gol)